# Russisk roulette
Russisk roulette er et hasardspil, hvor deltagerne sætter livet som indsats. Som oftest spilles russisk roulette med en revolver, hvor der er plads til seks patroner i revolverens tromle. Revolveren lades derefter med én patron, hvorefter tromlen drejes. En af deltagerne sætter mundingen mod sit eget hoved og trykker af. Sandsynligheden for at undgå at skyde sig selv er 5/6 eller 83 %. 
Hvis den første spiller overlever, drejes tromlen igen og den næste spiller trykker revolveren af mod sit eget hoved.
Spillet blev formodentlig opfundet af russiske soldater i 1920'erne. Ældste kendte omtale stammer dog først fra Georges Surdez novelle Russian Roulette fra 1937 og inkluderer en betydelig mere risikabel variant med fem patroner ud af seks mulige i tromlen.
Den 27. februar 2009 skød en 32-årig dansk mand sig selv i tindingen i forbindelse med russisk roulette. Også i 1995 var der en, der skød sig selv i tindingen med en revolver efter opfordring til at spille. Skuddet gik af på første forsøg.

## Fodnoter
1. ↑  "Død efter russisk roulette – jp.dk". Arkiveret fra originalen 3. marts 2009. Hentet 16. marts 2009.
2. ↑  https://forlagetcolumbus.dk/uploads/tx_tcfiledownload/sag_2_side_03.docx